# Michał Pasternak
Michał Pasternak (ur. 2 marca 1984 w Pińczowie) – polski zawodnik mieszanych sztuk walki (MMA). Mistrz PLMMA w wadze półciężkiej z 2019, zwycięzca drugiego turnieju walk na gołe pięści Wotore z 2020, mistrz Wotore w wadze open (otwartej) z 2020 oraz międzynarodowy mistrz Wotore w tej samej wadze z 2022, mistrz MMA-VIP w wadze ciężkiej z 2021.

## Kariera MMA

### Wczesna kariera, początki w PLMMA
W przeszłości odnosił sukcesy w sporcie amatorskim i był dwukrotnym wicemistrzem Polski.
Pasternak zawodowo zadebiutował 11 sierpnia 2012 roku na gali Hades Fighting odbywającej się w Oławie. Pojedynek wygrał decyzją jednogłośną z Michałem Łopińskim.
Następne 10 pojedynków zwyciężył, w tym 6 przed czasem, tocząc większość walk dla organizacji Profesjonalnej Ligi MMA.

### ONE Championship i kariera do 2020 roku
Po imponującej serii zwycięstw m.in. z Piotrem Kalenikiem, Wojciechem Orłowskim, Januszem Dylewskim czy Arkadiuszem Jędraczką dostał szansę zdobycia mistrzowskiego tytułu singapurskiej federacji One Championship. Mistrzowskie starcie przegrał z doświadczonym grapplerem, Rogerem Gracie'em już w pierwszej rundzie przez poddanie duszenie trójkątne rękoma. Kolejne walki przeplatał wygrane z porażkami.
15 grudnia 2018 na gali WWFC 13 w Kijowie, przegrał w trzeciej rundzie walkę o tytuł mistrzowski z Romanem Dolidze.
18 października 2019 powrócił do PLMMA na walkę z Pawłem Zakrzewskim, którego poddał duszeniem zza pleców w drugiej rundzie, zdobywając mistrzostwo PLMMA w swojej kategorii wagowej.
Następny pojedynek stoczył z Rosjaninem, Iwanem Sztyrkowem. Po trzech rundach decyzją jednogłośną poległ w tym pojedynku.
9 kwietnia 2021 na wydarzeniu EFM Show 1 przegrał decyzją jednogłośną na pełnym dystansie rundowym walkę o pas mistrzowski z Maciejem Różańskim.

### MMA-VIP i walka dla Babilon MMA
29 października 2021 podczas gali MMA-VIP 3: Galaktyka Osobliwości skrzyżował rękawice z Kornelem Zapadką, którego technicznie znokautował w drugiej rundzie. Stawką pojedynku był pas mistrzowski MMA-VIP wagi ciężkiej.
Na gali Babilon MMA 27 wszedł na zastępstwo i zmierzył się w walce wieczoru z Łukaszem Sudolskim. Po wyrównanej walce przegrał niejednogłośną decyzją sędziów.
25 lutego 2022 przystąpił do pierwszej obrony pasa mistrzowskiego MMA-VIP, gdzie zmierzył się z Kacprem Miklaszem, z którym już wcześniej walczył w walce na gołe pięści. Podczas MMA-VIP 4: Imperium Potępionych zwyciężył przez techniczny nokaut pod koniec pierwszej rundy.

### Oktagon MMA i CaveMMA
27 marca 2022 czesko-słowacka organizacja Oktagon MMA ogłosiła, że podczas kwietniowej gali Oktagon 32 w Ostrawie, dojdzie do starcia Pasternaka z Niemcem, Stephanem Pützem. Finalnie do walki nie doszło, ze względu na kontuzję „Wampira”.
4 czerwca 2022 na Oktagon 33, która odbyła się w niemieckim Frankfurtcie nad Menem, zmierzył się z byłym mistrzem tej federacji w wadze średniej, Czechem, Karlosem Vémolą. Przegrał przez poddanie duszeniem trójkątnym rękoma w pierwszej rundzie.
15 listopada 2022 organizacja Cave MMA za pomocą mediów społecznościowych ogłosiła walkę wieczoru drugiej edycji gali, podczas której Pasternak zawalczył z Adamem Kowalskim. Przegrał jednogłośną decyzją trzech sędziów, którzy wszyscy punktowali identycznie 29-28.

### Fame MMA
10 lutego 2024 podczas gali Fame 20: The Celebration & The Tournament, która miała miejsce w krakowskiej Tauron Arenie, zawalczył z Normanem Parke'em. Przegrał po trzyrundowej walce jednogłośnie na kartach punktowych. Pierwotnie planowano by „Wampir” zawalczył z Alanem Kwiecińskim w formule K-1, jednak ten w wyniku kontuzji kolana wypadł z walki. 
8 lutego 2025 na wydarzeniu Fame 24: Underground w Warszawie, zmierzył się na specjalnej arenie tzw. „basenie”, z Denisem Labrygą. Pojedynek zakończył się kontrowersyjnym zwycięstwem Pasternaka przez dyskwalifkację Labrygi, który wyprowadził kolano na głowę Pasternaka, ale ze względu na to, że „Wampir” był oparty o ścianę, to kopnięcie uznano za nieprzepisowe. W wyniku tej sytuacji Pasternak nie był w stanie kontynuować walki. 

## Kariera walk na gołe pięści

### Wotore
23 maja 2020 podczas gali Wotore 2 wystąpił w turnieju drabinkowym, gdzie stoczył 3 wygrane pojedynki jednego wieczoru. W pierwszej walce technicznie znokautował brutalnymi łokciami w parterze Damiana Burego. Następnie pokonał Burego po raz drugi, tym razem przez poddanie dźwignią skrętową na staw skokowy. Pierwotnie do półfinału awansował Michał Bańbuła, który miał zmierzyć się z Pasternakem, jednak na skutek kontuzji ten musiał się wycofać z turnieju. Finałowy pojedynek stoczył z Kacprem Miklaszem, wygrywając walkę duszeniem brabo oraz zwyciężając cały turniej, mający w puli 50 tys. zł.
19 września 2020 podczas Wotore 3 stoczył walkę o pas mistrzowski Wotore w wadze open. Walkę wieczoru wygrał ze zwycięzcą turnieju pierwszej gali Wotore, Markiem Samociukiem przez TKO, po tym jak rywal wypadł z areny po ciosach w stójce.
21 stycznia 2022 podczas Wotore 4: Krew na rękach zawalczył o pas międzynarodowy (eng. International) Wotore w wadze open. Jego rywalem został zawodnik mającym występy dla organizacji King Of The Streets, Simon Henriksen. Pasternak walkę zwyciężył po niespełna minucie, poddając Duńczyka duszeniem zza pleców.
31 marca 2022 Wotore przedstawiło oficjalny ranking, gdzie zakwalifikowało go na 1. miejscu.

## Inne formuły

### Fame MMA
4 kwietnia 2023 federacja Fame MMA organizująca tzw. freak fighty, ogłosiła w mediach społecznościowych zakontraktowanie Pasternaka na walkę z byłym hokeistą, a obecnym trenerem personalnym, Piotrem Szeligą. Pojedynek ten odbył się 20 maja tego samego roku podczas gali Fame 18 w formule kick-bokserskiej (zasady K-1 w rękawicach do MMA). Pasternak wygrał tę walkę przez techniczny nokaut w trzeciej rundzie, po tym jak jego rywal został poddany przez swój narożnik (wyrzucenie ręcznika), w wyniku otrzymywania kolan i upadnięcia na matę oktagonu. 

### Niedoszła walka dla High League
Kilka dni po walce z Szeligą, konkurencyjna federacja High League podczas pierwszej konferencji prasowej promującej galę High League 7: Grand Prix, ogłosiła zestawienie Pasternaka z czołowym kick-bokserem, Tomaszem Sararą. Pojedynek miał odbyć się w formule bokserskiej (w rękawicach do MMA) 17 czerwca tego samego roku w krakowskiej Tauron Arenie. Ostatecznie to wydarzenie jak i pojedynek zawodników został anulowany. 

### Powrót do Fame MMA i walka dla Clout MMA
W czerwcu 2023 Fame MMA ogłosiło pojedynek Pasternaka z Pawłem Tyburskim w kick-boxingu na zasadach K-1. Walka ta rozegrała się w ramach pierwszej gali nowego projektu – Fame Friday Arena, która odbyła się 21 lipca 2023 we wrocławskiej Hali Stulecia. Po trzech rundach o zwycięzcy zadecydowali sędziowie, którzy jednogłośnie wskazali zwycięstwo popularnego „Wampira”.
W trzecim pojedynku w tzw. freak figtach zawalczył z Dominikiem Zadorą w ramach grudniowej gali Fame: Reborn. Starcie zawodników zaplanowano na zasadach boksu w rękawicach do MMA. Sędziowie niejednogłośnie wskazali zwycięstwo Pasternaka, punktując w stosunku 29:28, 29:28, 28:29.
Na gali Fame 21: Pretendent, która odbyła się 18 maja 2024 w Gliwicach, zawalczył z Alanem Kwiecińskim w formule bokserskiej. Zwyciężył jednogłośnie na kartach punktowych. Pierwotnie na tym wydarzeniu miał stoczyć rewanżowy pojedynek z Pawłem Tyburskim na zasadach K-1, jednak przez kontrowersyjne zachowanie Tyburskiego, federacja Fame MMA postanowiła wykluczyć go z walki z Pasternakiem.  
Niespodziewanie na dzień przed galą konkurencyjnej federacji Clout MMA 8 czerwca 2024 wszedł do walki w formule K-1 (w rękawicach do MMA) z Denisem Załęckim. Starcie było tzw. Co-Main Eventem (drugą walką wieczoru) gali Clout MMA 5: AJ Challenge, która odbyła się w katowickim Spodku. W trzeciej rundzie doszło do nietypowej sytuacji, w której to Pasternak sfaulował Załęckiego, wsadzając mu palec w oko, a sędzia ringowy tego nie zauważył, więc popularny „Wampir” ruszył dalej do ataku i rozbił okolice oka rywala kolanem. W związku z czym lekarz nie dopuścił Załęckiego do kontynuowania walki. Sędzia główny zweryfikował wideo z faulu, uznając go za nieintencjonalny i podjął decyzję o werdykcie technicznej decyzji. Następnie pozostali sędziowie punktujący tę walkę podliczyli punkty ze wszystkich rund, orzekając większościowe zwycięstwo Pasternaka. Kilka dni później rozstrzygnięcie starcia Pasternaka z Załęckim zostało zmienione na remis jednogłośny. Powodem tej decyzji był złożony protest przez Załęckiego, który został przeanalizowany przez 3 sędziów (sędzia główny i sędziowie powołani).  
4 października 2024 stoczył pojedynek z Mateuszem Kubiszynynem w ramach gali Fame: The Freak, która odbyła się w szczecińskiej Netto Arenie. Starcie zakontraktowano w formule kick-bokserskiej na zasadach K-1 w rękawicach do MMA oraz umownym limicie do -95 kg. Pasternak mimo iż nie był faworytem pojedynku odniósł zwycięstwo niejednogłośnie na kartach punktowych. Jeden sędzia wszystkie trzy rundy wypuntkował dla „Don Diego”, zaś dwóch pozostałych dwie odsłony przyznało „Wampirowi”.   
Kolejną walkę na zasadach K-1 stoczył 12 lipca 2025 podczas gali Fame 26: Gold w warszawskim Studiu ATM. Pierwotnie rywalem Pasternaka miał być Denis Załęcki, lecz ten został usunięty z rozpiski walk za naruszenie regulaminu podczas konferencji prasowej. Jego miejsce zajął ojciec – Dawid Załęcki, który przyjął walkę w zastępstwie. Pasternak zwyciężył jednogłośnie na punkty. Pojedynek miał status walki rezerwowej turnieju Golden Tournament, jednak mimo zwycięstwa „Wampir” nie otrzymał szansy zastąpienia kontuzjowanego zawodnika w dalszej fazie turnieju. Zamiast niego do półfinału został wyznaczony niedoszły rywal Pasternaka, Tomasz Sarara, mimo wcześniejszej porażki w ćwierćfinale.   

## Osiągnięcia

### Mieszane sztuki walki
- Amatorska Liga MMA
  - 2011: Mistrzostwa Polski Południowej ALMMA14 – II miejsce, kat. 96 kg[65]
- Exclusive Night
  - 2013: Mistrz Unii Sportów Walki – M w wadze półciężkiej[66][67]
- Profesjonalna Liga MMA
  - 2019: Mistrz PLMMA w wadze półciężkiej[2]
- MMA-VIP
  - 2021: Mistrz MMA-VIP w wadze ciężkiej[6]

### Mieszane sztuki walki na gołe pięści
- Wotore
  - 2020: Zwycięzca drugiego turnieju walk na gołe pięści Wotore o wartości 50 tys. zł (Wotore 2)[3]
  - 2020: Mistrz Wotore w wadze open[4]
  - 2022: Międzynarodowy mistrz Wotore w wadze open[5]
  - 2022: 1. miejsce w rankingu Wotore w wadze open[41]

## Lista zawodowych walk w MMA
| Wynik     | Bilans | Przeciwnik (bilans przed walką) | Rozstrzygnięcie                      | Runda | Czas | Rozgrywki                                         | Data       | Miejsce             | Uwagi                                                                       |
| --------- | ------ | ------------------------------- | ------------------------------------ | ----- | ---- | ------------------------------------------------- | ---------- | ------------------- | --------------------------------------------------------------------------- |
| Wygrana   | 17-10  | Denis Labryga (2-0)             | Dyskwalifikacja (nielegalne kolano)  | 1     | 2:54 | Fame 24: Underground                              | 08.02.2025 | Warszawa            | Walka w arenie „basenie”.                                                   |
| Przegrana | 16-10  | Norman Parke (31-7-1, 1 NC)     | Decyzja (jednogłośna)                | 3     | 3:00 | Fame 20: The Celebration & The Tournament         | 10.02.2024 | Kraków              | Limit umowny -93 kg.                                                        |
| Przegrana | 16-9   | Adam Kowalski (13-7-1. 1NC)     | Decyzja (jednogłośna)                | 3     | 5:00 | CaveMMA 2: Resurrection                           | 13.01.2023 | Jastrzębie-Zdrój    | Main Event                                                                  |
| Przegrana | 16-8   | Karlos Vémola (31-6)            | Poddanie (duszenie trójkątne rękoma) | 1     | 3:56 | Oktagon 33: Buchinger vs. Keita                   | 04.06.2022 | Frankfurt nad Menem | Debiut w Oktagon MMA.                                                       |
| Wygrana   | 16-7   | Kacper Miklasz (1-4)            | TKO (ciosy pięściami w parterze)     | 1     | 2:45 | MMA-VIP 4: Imperium Potępionych                   | 05.03.2022 | Góra Kalwaria       | Obronił pas mistrzowski MMA-VIP w wadze ciężkiej. Co-Main Event             |
| Przegrana | 15-7   | Łukasz Sudolski (8-1)           | Decyzja (niejednogłośna)             | 3     | 5:00 | Babilon MMA 27: Sudolski vs. Pasternak            | 28.01.2022 | Skierniewice        | Main Event                                                                  |
| Wygrana   | 15-6   | Kornel Zapadka (9-1)            | TKO (ciosy pięściami w parterze)     | 2     | 1:40 | MMA-VIP 3: Galaktyka Osobliwości                  | 29.10.2021 | Częstochowa         | Zdobył pas mistrzowski MMA-VIP w wadze ciężkiej. Co-Main Event              |
| Przegrana | 14-6   | Maciej Różański (12-3)          | Decyzja (jednogłośna)                | 5     | 5:00 | EFM Show 1: Różański vs. Pasternak                | 09.04.2021 | Łódź                | Walka o pas mistrzowski EFM Show w wadze półciężkiej. Main Event            |
| Przegrana | 14-5   | Iwan Sztyrkow (16-1-1)          | Decyzja (jednogłośna)                | 3     | 5:00 | RCC – Road to the PFL                             | 22.02.2020 | Jekaterynburg       | Co-Main Event                                                               |
| Wygrana   | 14-4   | Paweł Zakrzewski (3-1)          | Poddanie (duszenie zza pleców)       | 2     | 2:07 | PLMMA 79 – Pasternak vs. Zakrzewski               | 18.10.2019 | Rzeszów             | Zdobył pas mistrzowski PLMMA w wadze półciężkiej. Main Event                |
| Przegrana | 13-4   | Roman Dolidze (5-0)             | KO (backfist i ciosy w parterze)     | 3     | 3:00 | WWFC 13 – World Warriors Fighting Championship 13 | 15.12.2018 | Kijów               | Walka o pas mistrzowski WWFC w wadze półciężkiej.                           |
| Wygrana   | 13-3   | Ireneusz Cholewa (10-10-3)      | Decyzja (jednogłośna)                | 3     | 5:00 | Krwawy Sport 1 – Southampton                      | 11.03.2018 | Southampton         |                                                                             |
| Przegrana | 12-3   | Leandro Ataides (9-3)           | Decyzja (jednogłośna)                | 3     | 5:00 | One Championship – Kings & Conquerors             | 05.08.2017 | Makau               | Walka w wadze średniej.                                                     |
| Wygrana   | 12-2   | Sylwester Borys (9-4)           | TKO (ciosy pięściami)                | 1     | 1:54 | PLMMA 73 – Ciechanów                              | 20.05.2017 | Ciechanów           |                                                                             |
| Przegrana | 11-2   | Aung La Nsang (18-9)            | Decyzja (jednogłośna)                | 3     | 5:00 | One Championship – State of Warriors              | 07.10.2016 | Jangon              | Walka w wadze średniej.                                                     |
| Przegrana | 11-1   | Roger Gracie (7-2)              | Poddanie (duszenie trójkątne rękoma) | 1     | 2:13 | One Championship 42 – Ascent to Power             | 06.05.2016 | Kallang             | Walka o pas mistrzowski ONE Championship w wadze półciężkiej. Co-Main Event |
| Wygrana   | 11-0   | Rafael Silva (39-14)            | Decyzja (jednogłośna)                | 3     | 5:00 | One FC 24 – Dynasty of Champions                  | 19.12.2014 | Pekin               | Limit umowny -88 kg.                                                        |
| Wygrana   | 10-0   | Hracho Darpinyan (10-5-1)       | Decyzja (jednogłośna)                | 3     | 5:00 | PLMMA 35 – Pinczów                                | 07.06.2014 | Pinczów             | Main Event                                                                  |
| Wygrana   | 9-0    | Rafał Niedziałkowski (2-5)      | TKO (ciosy pięściami)                | 1     | 2:48 | PLMMA 30 – Pinczów                                | 29.03.2014 | Pinczów             | Walka w wadze ciężkiej. Main Event                                          |
| Wygrana   | 8-0    | Arkadiusz Jędraczka (4-8)       | Poddanie (klucz na rękę/kimura)      | 1     | 4:50 | PLMMA 24 Extra – Legionowo                        | 15.11.2013 | Legionowo           |                                                                             |
| Wygrana   | 7-0    | Janusz Dylewski (0-7)           | Poddanie (dźwignia na staw łokciowy) | 1     | 0:48 | PLMMA 15 – Kielce                                 | 28.04.2013 | Kielce              | Main Event                                                                  |
| Wygrana   | 6-0    | Mantas Dumasius (0-0)           | Decyzja (jednogłośna)                | 3     | 5:00 | EN – Exclusive Night 3                            | 20.04.2013 | Wasilków            | Zdobył pas mistrzowski Unii Sportów Walki – M w wadze półciężkiej.          |
| Wygrana   | 5-0    | Wojciech Orłowski (3-5)         | TKO (ciosy pięściami)                | 1     | 3:34 | PLMMA 10: Finał 2012                              | 29.12.2012 | Warszawa            | Main Event                                                                  |
| Wygrana   | 4-0    | Adrian Rosiński (0-0)           | Poddanie (dźwignia na staw łokciowy) | 2     | 0:48 | PLMMA 9 – Chełm                                   | 24.11.2012 | Chełm               | Main Event                                                                  |
| Wygrana   | 3-0    | Mateusz Gawarzyński (2-0)       | TKO (ciosy pięściami)                | 2     | 2:22 | PLMMA 7 / MMA Cup 3 – Białystok                   | 20.10.2012 | Białystok           |                                                                             |
| Wygrana   | 2-0    | Piotr Kalenik (3-0)             | Decyzja (jednogłośna)                | 3     | 4:00 | PLMMA 5 – Bielsko-Biała                           | 21.09.2012 | Bielsko-Biała       |                                                                             |
| Wygrana   | 1-0    | Michał Łopiński (0-0)           | Decyzja (jednogłośna)                | 2     | 5:00 | HF – Hades Fighting                               | 11.08.2012 | Oława               |                                                                             |

## Lista walk w kick-boxingu
| Wynik   | Bilans | Przeciwnik (bilans przed walką) | Rozstrzygnięcie          | Runda | Czas | Rozgrywki                                  | Data       | Miejsce  | Uwagi |
| ------- | ------ | ------------------------------- | ------------------------ | ----- | ---- | ------------------------------------------ | ---------- | -------- | --- |
| Wygrana | 4-0-1  | Dawid Załęcki (2-3-1)           | Decyzja (jednogłośna)    | 3     | 3:00 | Fame 26: Gold                              | 12.07.2025 | Warszawa | Walka rezerwowa turnieju Golden Tournament. Zasady K-1 w małych rękawicach do MMA. |
| Wygrana | 3-0-1  | Mateusz Kubiszyn (5-3-1)        | Decyzja (niejednogłośna) | 3     | 3:00 | Fame: The Freak                            | 04.10.2024 | Szczecin | Zasady K-1 w małych rękawicach do MMA. Walka w oktagonie. Limit umowny -95 kg. |
| Remis   | 2-0-1  | Denis Załęcki (1-1)             | Remis (jednogłośny)      | 3     | 0:44 | Clout MMA 5: AJ Challenge                  | 08.06.2024 | Katowice | Zasady K-1 w małych rękawicach do MMA. Walka w oktagonie. Techniczna decyzja została podjęta ze względu na nieintencjonalny faul Pasternaka palcami w oczy Załęckiego, przez co lekarz nie dopuścił go do kontynuowania pojedynku. Po złożonym proteście przez Załęckiego i przeanalizowaniu przez komisję sędziowską rozstrzygnięcie walki zostało zmienione na jednogłośny remis. |
| Wygrana | 2-0    | Paweł Tyburski (1-0)            | Decyzja (jednogłośna)    | 3     | 3:00 | Fame Friday Arena 1: Alberto vs. Kubańczyk | 21.07.2023 | Wrocław  | Zasady K-1 w małych rękawicach do MMA. Bonus za walkę wieczoru. |
| Wygrana | 1-0    | Piotr Szeliga (2-0)             | TKO (poddanie narożnika) | 3     | 0:22 | Fame 18: Crusher vs. Ferrari               | 20.05.2023 | Łódź     | Zasady K-1 w małych rękawicach do MMA. |

## Lista walk w boksie
| Wynik   | Bilans | Przeciwnik (bilans przed walką) | Rozstrzygnięcie          | Runda | Czas | Rozgrywki           | Data       | Miejsce | Uwagi                                                 |
| ------- | ------ | ------------------------------- | ------------------------ | ----- | ---- | ------------------- | ---------- | ------- | ----------------------------------------------------- |
| Wygrana | 2-0    | Alan Kwieciński (0-1)           | Decyzja (jednogłośna)    | 3     | 3:00 | Fame 21: Pretendent | 18.05.2024 | Gliwice | Co-Main Event                                         |
| Wygrana | 1-0    | Dominik Zadora (1-0)            | Decyzja (niejednogłośna) | 3     | 3:00 | Fame: Reborn        | 09.12.2023 | Łódź    | Walka w wadze półciężkiej w małych rękawicach do MMA. |

## Lista walk MMA na gołe pięści
| Wynik   | Bilans | Przeciwnik      | Rozstrzygnięcie                               | Runda             | Czas | Rozgrywki                        | Data       | Miejsce  | Uwagi                | Uwagi                                         |
| ------- | ------ | --------------- | --------------------------------------------- | ----------------- | ---- | -------------------------------- | ---------- | -------- | -------------------- | --------------------------------------------- |
| Wygrana | 5-0    | Simon Henriksen | Poddanie (duszenie zza pleców)                | 1 (nielimitowana) | 0:54 | Wotore 4: Krew na rękach         | 21.01.2022 | Katowice | Main Event           | Zdobył pas mistrzowski międzynarodowy Wotore. |
| Wygrana | 4-0    | Marek Samociuk  | TKO (kolejne wypadnięcie z areny, po ciosach) | 1 (nielimitowana) | 5:16 | Wotore 3: Pasternak vs. Samociuk | 19.09.2020 | Nieporaz | SuperFight           | Zdobył pas mistrzowski Wotore w wadze open.   |
| Wygrana | 3-0    | Kacper Miklasz  | Poddanie (duszenie brabo)                     | 1 (nielimitowana) | 2:27 | Wotore 2                         | 23.05.2020 | Nieporaz | Finał turnieju       | Wygrał drugi turniej Wotore w wadze open.     |
| Wygrana | 2-0    | Damian Bury     | Poddanie (dźwignia skrętowa na staw skokowy)  | 1 (nielimitowana) | 0:37 | Wotore 2                         | 23.05.2020 | Nieporaz | Półfinał turnieju    | Wygrał drugi turniej Wotore w wadze open.     |
| Wygrana | 1-0    | Damian Bury     | TKO (łokcie w parterze)                       | 1 (nielimitowana) | 3:43 | Wotore 2                         | 23.05.2020 | Nieporaz | Ćwierćfinał turnieju | Wygrał drugi turniej Wotore w wadze open.     |

## Życie prywatne
Ma narzeczoną Wiolettę. Od listopada 2022 roku pojawia się na kanale „ebe ebe" w serwisie Youtube w roli prowadzącego wywiady, wraz z Piotrem „Lizakiem" Lizakowskim.